# Asphaeridiopus kabylus
Asphaeridiopus kabylus är en mångfotingart som beskrevs av Paul Auguste Remy 1952. Asphaeridiopus kabylus ingår i släktet Asphaeridiopus och familjen fåfotingar. Inga underarter finns listade i Catalogue of Life.